# Artaban V.
Artaban V. Partski (perzijsko ‏اردوان‎, Ardawān), v nekaterih virih tudi Artaban IV.,  veliki kralj Partskega cesarstva, ki je vladal od leta 216 do 224, * ni znano, † 28. April 224.
Bil je mlajši sin kralja Vologasa V., ki je umrl leta 208. Artaban se je uprl svojemu bratu Vologasu VI. in ga kmalu nadvladal, čeprav se je Vologas kot vladar Babilonije obdržal približno do leta 228.
Rimski cesar Karakala, ki je želel izkoristiti partsko državljansko vojno in po zgledu na Aleksandra Velikega osvojiti Vzhod, je leta 216 napadel Parte. Prekoračil je Tigris, uničil nekaj mest in izropal grobnice v Arbeli. Ko se mu je začel približevati Artaban na čelu svoje vojske, se je umaknil v Karhe, kjer ga je 8. aprila 217 umoril Martial. 
Karakalov naslednik, pretorski prefekt Makrin, je bil na Nisibisu poražen in prisiljen z Artabanom skleniti mir. Partom je moral prepustiti vse osvojeno ozemlje, vrniti plen in plačati veliko odškodnino.
V Susi so odkrili stelo s podobo Artabana V. in satrapa Kvazaka. Stela je iz leta 215, kar pomeni, da je mesto takrat pripadalo Partskemu cesarstvu. Nekateri podatki kažejo, da je bilo pred tem neodvisno.
Približno v tistem času je začel kasnejši perzijski vladar Ardašir I. osvajati Perzijo in Karmanijo. Njegova osvajanja so Artabana V. zaskrbela, zato je svojemu vazalu, vladarju Kuzistana, ukazal,  naj napade Ardaširja. V bitki med njima je zmagal Ardašir. Leta 224 je Artaban V. sam napadel Fars in se soočil z uporniškim Ardaširjem. V prvi bitki, v kateri sta imeli obe strani težke izgube, je zmagal Ardašir. V drugi bitki, v kateri so Parti utrpeli večje izgube kot Perzijci, je ponovno zmagal Ardašir. Sledila je tretje bitka v Hormozganu, v kateri je bila partska vojska popolnoma uničena, Artaban pa ubit. 
Poraz in njegova smrt sta pomenila konec štiristoletne vladavine Arsakidske dinastije.
| Artaban V. Arsakidska dinastija |                                                  |                                 |
| Vladarski nazivi                |                                                  |                                 |
| Predhodnik: Vologas VI.         | Veliki kralj (šah) Partskega cesarstva 208 – 224 | Naslednik: Ardašir I. Perzijski |

## Vira
- Encyclopædia Britannica, 11. izdaja, Cambridge University Press, 1911.
- Kasij Dion, Historia Romana, 7.12, 78.26.